# كريزي فروغ رايسر
كريزي فروغ رايسر (بالإنجليزية: Crazy Frog Racer)‏ هي لعبة فيديو سباق من تطوير Neko Entertainment ونشر Digital Jesters.

## وصلات خارجية
- كريزي فروغ رايسر على موقع IMDb (الإنجليزية)